# Leptodactylodon wildi
Leptodactylodon wildi es una especie de anfibios de la familia Arthroleptidae.
Es endémica de Camerún.
Su hábitat natural son montanos tropicales o subtropicales secos.
Está amenazada de extinción por la pérdida de su hábitat natural.